# Horst H. Berger
Horst H. Berger (* 30. März 1933 in Liegnitz, Provinz Niederschlesien) ist ein deutscher Elektroingenieur, der sich mit Mikroelektronik befasst. Er war Professor an der TU Berlin.

## Leben
Berger wurde 1970 an der RWTH Aachen in Elektrotechnik promoviert (Modellbeschreibung planarer Ohmscher Metall-Halbleiterkontakte 1970). Danach war er bei IBM in Böblingen und begründete 1984 die Mikroelektronik-Abteilung an der TU Berlin. Er war zeitweise Dekan des Fachbereichs Elektrotechnik.
1977 erhielt er mit Siegfried K. Wiedmann den IEEE Morris N. Liebmann Memorial Award für die Entwicklung der Merged Transistor Logic (MTL, deutsch: Integrierte Injektionslogik). Beide entwickelten diese Anfang der 1970er Jahre bei IBM. 2000 erhielt er die Ehrenmedaille der IEEE Solid Circuits Society.

## Schriften
- mit S. Wiedmann: Merged-Transistor Logic (MTL) - A Low-Cost Bipolar Logic Concept, IEEE Journal of Solid-State Circuits, Band SC-7, Nr. 5, Oktober  1972, S. 340–346.